# 流星导弹
流星飛彈是一種由英國、法國、德國和義大利合資成立的MBDA公司研製，並於2016年服役的主動雷達導引超視距空對空飛彈。
流星能提供多重射擊能力（針對多個目標進行多次發射），並有能力與高機動的目標交戰，例如噴射機和小型目標，如無人機和射程超過100（54海里）在高強度電子反制裝置環境中的巡航導彈。固體燃料衝壓引擎容許導彈以超過4馬赫的速度巡航，併為導彈提供推力於中途加速去攔截目標。 流星的雙向數據鏈使得引擎能夠提供導彈在飛行中途更新目標或在需要時重新定位，資訊包括來自非機載的第三方數據。數據鏈能夠傳輸導彈資訊，如功能和運動狀態、多個目標的資訊以及自動導引彈頭探測到目標的通知。 據MBDA聲稱，流星的動力性能是目前同類空對空導彈的三到六倍。性能的關鍵是由德國拜仁-化工製造的可節流式導管火箭(衝壓引擎)。
流星導彈於2016年4月首度在瑞典空軍 JAS 39獅鷲戰鬥機上服役，2016年7月正式具備初始作戰能力（IOC）。 2018年英國皇家空軍開始裝備流星導彈在颱風戰鬥機上，直到2021年為止，裝備流星導彈的空軍包括; 德國聯邦國防軍空軍、西班牙空軍和義大利空軍的颱風戰鬥機，法國空天軍和印度空軍的疾風戰鬥機。英國皇家空軍亦計劃於2024年在F-35閃電II戰鬥機配備流星導彈。未來將會裝備的用戶包括;希臘空軍、沙烏地阿拉伯皇家空軍、卡達皇家空軍、韓國空軍、巴西空軍與英國皇家海軍等。

## 使用國

### 現役
- 法國 - 法國空軍、法國海軍
- 瑞典 - 瑞典空軍：2016年7月引進[22]
- 英国 - 英國皇家空軍
- 西班牙 - 西班牙空軍：2016年引進[23]
- 德国 - 德國空軍
- 印度 - 印度空軍[18]
- 義大利 - 義大利空軍
- 巴西 - 巴西空軍
- - 卡達皇家空軍

### 未來
- - 大韓民國空軍[24]
- 沙烏地阿拉伯 - 沙烏地阿拉伯皇家空軍[17]

## 外部連結
- MBDA: Meteor （页面存档备份，存于） (MBDA)
- European missile giant formed （页面存档备份，存于） (BBC)
- Boeing Member of Winning United Kingdom Missile Team （页面存档备份，存于） (Boeing)
- Meteor (EADS)